# Caldas (járás)
Caldas egy comarca (járás) Spanyolország Galicia autonóm közösségében, Pontevedra tartományban. Székhelye Caldas de Reis. Népessége 2005-ös adatok szerint 35 397 fő volt.

## Települések
A székhely neve félkövérrel szerepel.
- Caldas de Reis
- Catoira
- Cuntis
- Moraña
- Pontecesures
- Portas
- Valga